# Stadionul Ferenc Puskás
Stadionul Ferenc Puskás (fostul Stadion al Poporului) din Budapesta a fost cel mai mare stadion ca mărime din Ungaria, următorul fiind Groupama Arena cu 22.000 de locuri. Lucrările de construcție au început în anul 1948 și s-au terminat în 1953. În prezent are capacitatea de 69.120 de locuri (pe scaune), dar poate fi extinsă la 100.000 de locuri. Recordul de audiență a avut loc pe 28 iulie 1956, când la meciul dintre SC Vasas Budapesta și Rapid Viena au fost pe stadion 104.000 de spectatori.
Stadionul poartă numele fotbalistului Ferenc Puskás, care este cunoscut ca fiind cel mai bun atacant din lume în perioada sa. El a fost starul echipei naționale a Ungariei între anii 1940 și 1950. În 2002 stadionul a fost redenumit din Népstadion (Stadionul Poporului) în onoarea acestui sportiv.

## Noul Stadion Ferenc Puskás
După multe încercări, Guvernul Ungariei și Federația Maghiară de Fotbal nu au reușit să reabiliteze stadionul. Prima încercare a fost abandonată când Ungaria nu a fost selectată de UEFA să organizeze EURO 2012. După au venit propuneri pentru un stadion cu 40–65.000 de locuri. Oricum, ploitica rămâne de a moderniza stadionul complet. O propunere era ca stadionul să fie demolat în 2012 și să fie înlocuit cu Noul Stadion Ferenc Puskás. În octombrie 2012, nu a mai început demolarea. În loc, Guvernul Ungariei a anunțat acă în 2014 va începe construcția acesti nou stadion. Astfel, stadionul de 65.000 de locuri va fi gata în 2016. Numeroase cluburi sportive au în plan să se mute pe această arenă, transformând-ul într-un complex multi-disciplinar până în 2020.

## Concerte
- 1965 - Louis Armstrong
- 1986 - Queen, primul concert într-o țară comunistă, unul dintre ultimele concerte ale lui Freddie Mercury
- 1991 - AC/DC și Metallica
- 1996 - Michael Jackson, a concerat în fața a 65.000 de oameni
- 2013 - Roger Waters a ținut show-ul The Wall